# Colin Yukes
Colin Douglas Yukes (Edmonton, 23 ottobre 1979) è un rugbista a 15 canadese, che milita come terza linea nel Périgueux in Fédérale 1 (terza divisione francese).
Ha giocato la sua prima partita con la nazionale del Canada il 23 maggio 2001 contro l'Uruguay.